# Lichtenberg (stadsdelsområde)

Mandatfördelning i stadsdelsområdets parlament 2016

Lichtenberg är ett stadsdelsområde (Bezirk) i östra Berlin. Stadsdelsområdet skapades vid en förvaltningsreform 2001, då de två tidigare stadsdelsområdena Lichtenberg och Hohenschönhausen slogs ihop. Hela territoriet ingick i Berlin redan sedan den stora förvaltningsreformen 1920.

## Geografi
Lichtenberg består av tio stadsdelar. Av dessa tillhörde Lichtenberg, Friedrichsfelde, Karlshorst, Rummelsburg och Fennpfuhl det tidigare (1920−2000) stadsdelsområdet Lichtenberg och stadsdelarna Alt-Hohenschönhausen, Neu-Hohenschönhausen, Wartenberg, Malchow och Falkenberg det tidigare (1985−2001) stadsdelsområdet Hohenschönhausen.

## Historia
Alla nuvarande stadsdelar var från början byar som med tiden växte. Byn Lichtenberg hade en så kraftig befolkningsökning att den 1907 fick stadsrättigheter. Vid bildandet av Stor-Berlin 1920 blev Lichtenberg, tillsammans med en rad andra orter runt Berlin, inkorporerat i huvudstaden. Från och med 1960-talet satsade Östtysklands regering mycket stark på byggandet av nya bostäder. Därför finns i Lichtenberg många hus byggda av prefabricerade betongplattor (Plattenbauten). I januari 1979 skiljdes stadsdelarna Biesdorf, Hellersdorf, Kaulsdorf, Mahlsdorf och Marzahn ut från stadsdelsområdet Lichtenberg och bildade istället det nya stadsdelsområdet Marzahn (1979−2000). I juni 1986 skildes stadsdelarna Hellersdorf, Kaulsdorf och Mahlsdorf ut från stadsdelsområdet Marzahn och bildade istället det nya stadsdelsområdet Hellersdorf (1986−2000).
Alla stadsdelarna i Hohenschönhausen var från början, 1920−1985, delar av det tidigare (1920−2000) stadsdelsområdet Weißensee. Från 1985 till 2001 var Hohenschönhausen sedan ett självständigt stadsdelsområde. Vid sammanslagningen 2001 bestämdes att det nya stadsdelsområdet skulle heta Lichtenberg.

## Kommunikationer
I Lichtenberg finns en överregional järnvägsstation, Lichtenberg, och två regionala hållplatser, Hohenschönhausen och Karlshorst. Dessutom är Lichtenberg en del av Berlins kommunikationsnät med tunnelbanor (U-Bahn), pendeltåg (S-Bahn), spårvagn och bussar.

## Sport
Flera kända idrottslag har sitt säte i Lichtenberg, däribland Eisbären Berlin som har vunnit flera tyska mästerskap i ishockey och fotbollslaget Berliner FC Dynamo, vilka bägge har sitt ursprung i SC Dynamo Berlin. Fotbollslaget var ökänt för att vara Stasi-chefen Erich Mielkes favoritslag, samt flera föreningar för bland annat friidrott, simning och skridskolöpning.

## Museer och kultur
- Tierpark Berlin, i stadsdelen Friedrichsfelde (med slottet Friedrichsfelde)
- Deutsch-Russisches Museum Berlin-Karlshorst
- Forschungs- und Gedenkstätte Normannenstraße (före detta huvudsäte för Östtysklands försvarstjänst)
- Gedenkstätte Berlin-Hohenschönhausen (före detta Stasifängelse)
- Theater an der Parkaue (teater för barn)
- Mies van der Rohe Haus, villa ritad av Mies van der Rohe

## Ekonomi
Här finns ett stort värmekraftverk som förser stora delar av Berlin med energi.